# Paracoccus ascius
Paracoccus ascius är en insektsart som beskrevs av Williams och Granara de Willink 1992. Paracoccus ascius ingår i släktet Paracoccus och familjen ullsköldlöss. Inga underarter finns listade i Catalogue of Life.